# قرار مجلس الأمن التابع للأمم المتحدة رقم 1818
قرار مجلس الأمن التابع للأمم المتحدة رقم 1818 المتخذ بالإجماع في 13 يونيو 2008.

## القرار
بتمديد ولاية قوة الأمم المتحدة لحفظ السلام في قبرص لمدة ستة أشهر، رحب مجلس الأمن بالتقدم الأخير في المحادثات بين ممثلي القبارصة اليونانيين والجانب القبرصي التركي، ودعا الطرفين إلى استخدام هذا الزخم لاتخاذ خطوات أكبر نحو «مفاوضات كاملة».
اتخذ المجلس بالإجماع القرار 1818 (2008) لتمديد بعثة المنظمة العالمية في قبرص البالغة من العمر 43 عامًا حتى 15 كانون الأول / ديسمبر، ورحب المجلس بافتتاح معبر شارع ليدرا قبل شهرين فقط، «مما ساعد على تعزيز الثقة والتفاعل بين المجتمعين». كما أكد من جديد أهمية استمرار عبور القبارصة للخط الأخضر، وشجع على فتح نقاط عبور أخرى.
كما رحب القرار بالاتفاق المبرم بين زعماء القبارصة اليونانيين والأتراك في 21 آذار / مارس، والبيان المشترك الصادر في 23 أيار / مايو، الذي أظهر، من بين أمور أخرى، رغبة سياسية متجددة لدعم جهود الأمم المتحدة والمشاركة فيها بشكل كامل وبحسن نية؛ أكدوا من جديد التزام القادة باتحاد فيدرالي ثنائي الطائفتين ومنطقتين مع المساواة السياسية، على النحو المنصوص عليه في قرارات مجلس الأمن ذات الصلة؛ والنظر في اتخاذ مزيد من تدابير بناء الثقة المدنية والعسكرية.

## روابط خارجية
- نص القرار في undocs.org